# باتريك لان (دراج)
باتريك لان (بالإنجليزية: Patrick Lane)‏ هو دراج أسترالي، ولد في 29 أغسطس 1991 في Carlton, Victoria ‏ في أستراليا.

## وصلات خارجية
- باتريك لين على موقع الاتحاد الدولي للدراجات (الإنجليزية)
- باتريك لين على موقع أرشيف الدراجات (الإنجليزية)
- باتريك لين على موقع إحصائيات الدراجات الإحترافية (الإنجليزية)
- باتريك لين على موقع نسبة الدراجات (الإنجليزية)